# Isla Quail
La Isla Quail (en inglés: Quail Island; en maorí: Ōtamahua, a veces también conocida como Te Kawakawa) es una pequeña isla deshabitada en Lyttelton Harbour en la Isla Sur de Nueva Zelanda, cerca de Christchurch. La isla recibió su nombre europeo en inglés del capitán Smith Mein quien vio aquí un codorniz nativo en 1842, a pesar de que estos se extinguirían en 1875. Ōtamahua quiere decir "lugar donde los niños recogen los huevos de mar". Te Kawakawa se refiere a los árboles de la pimienta que se encuentran en la isla.